# Samaria
Samaria je soutěska a národní park na řeckém ostrově Kréta v pohoří Bílé hory (Lefka Ori) na jihozápadě ostrova spadajícím do prefektury Chania a je jednou z jeho hlavních turistických atrakcí. Soutěska Samaria byla vyhlášena národním parkem v roce 1962 a každý rok je veřejnosti otevřena od května do října.
Soutěska, která se svou délkou 16 km řadí mezi nejdelší v Evropě, je každý rok cílem mnoha turistů; v turistické sezóně jí denně projde až 4000 lidí. Jedná se o jedno z mála míst, které „musí“ každý návštěvník projít pěšky. Sestup začíná na náhorní plošině Omalos, v nadmořské výšce 1227 m n. m., na místě zvaném Xyloskalo („Dřevěné schodiště“) a končí na pobřeží Libyjského moře ve vesničce Agia Roumeli, kde turisté nasednou na trajekt a dopraví se do jedné z blízkých vesnic, které mají dopravní spojení po silnici. Celá cesta trvá cca 6–7 hodin, délka trasy je 16 km, z toho na soutěsku samotnou připadá 13 km. Soutěsku je také možné projít opačným směrem.
Název soutěsky je odvozen od vesnice Samaria, která se v ní nacházela a byla vysídlena po roce 1962, kdy byla oblast vyhlášena národním parkem. Z původní vesnice zůstalo jen několik staveb, jedna z nich slouží jako ordinace místního lékaře. Soutěska však byla osídlena už mnohem dříve, nacházejí se v ní i pozůstatky byzantského a předkřesťanského osídlení. Během osmanské nadvlády nad ostrovem v 19. století se v soutěsce ukrývali krétští povstalci.
Soutěskou protéká travertinový potok. V místech, kde je nutné potok nebo jeho vyschlé koryto překračovat, jsou zbudovány mosty, prosté lávky nebo jednoduché přechody z kamenů. V minulosti se potok používal ke splavování dřeva a pohonu primitivní pily.
Národní park je domovem několika endemických druhů rostlin a živočichů, z nichž nejznámější je koza krétská (Capra aegagrus cretica), lidově zvaná kri-kri. Velká část parku je porostlá specifickým druhem borovice, ze které se dříve získávala pryskyřice, v nižších polohách se přidávají oleandry a cypřiše.
Nejužší místo soutěsky Samaria nazývané Sideroportes nebo jen Portes („Železná brána“, anglicky Iron Gate(s)) je široké pouhé 3 m, okolní skály dosahují výšky 300 m. V nejhlubších místech soutěsky jsou skály vysoké až 600 m.
Na obtížnějších částech soutěsky jsou pro turisty vybudovány chodníčky a ochranné sítě proti padajícím kamenům. V soutěsce se nachází několik odpočívadel s jednoduchými toaletami a prameny pitné vody. Na pořádek a bezpečnost v parku dohlížejí strážci doprovázení oslíky.

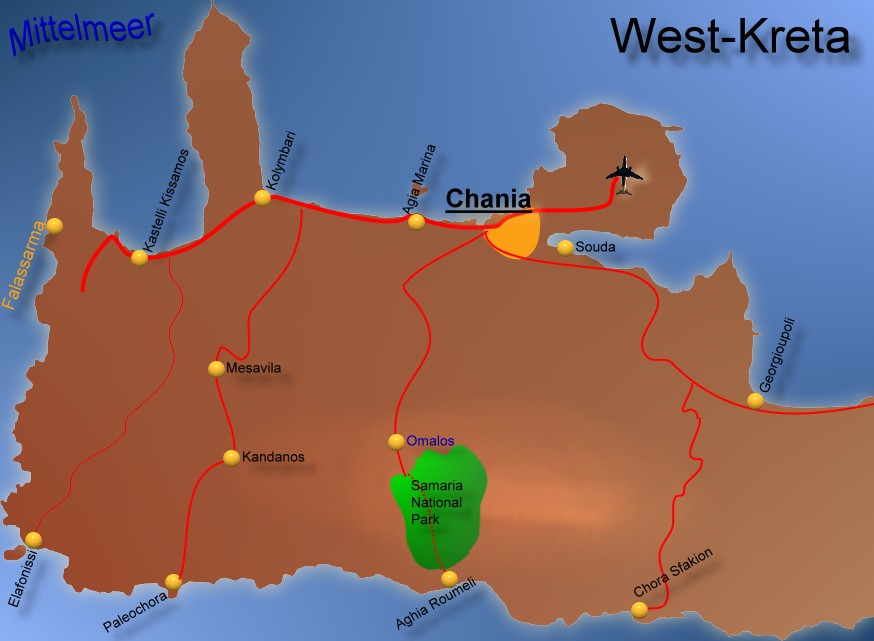
Mapka západní Kréty, národní park vyznačen zeleně
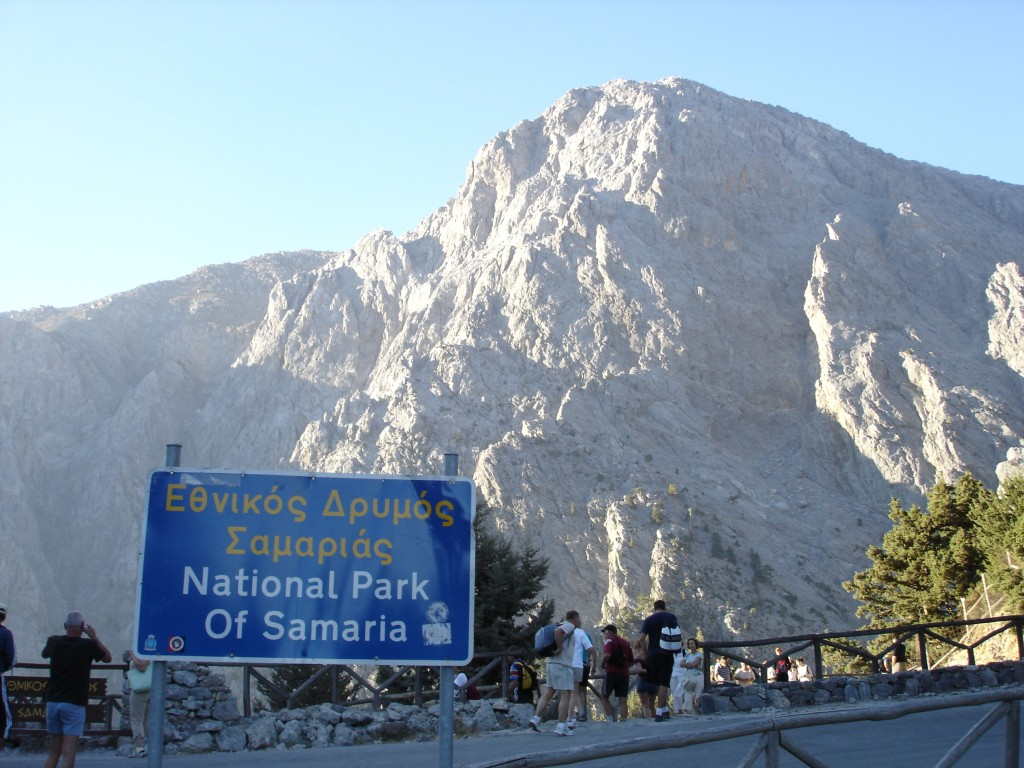
Vstup do národního parku Samaria
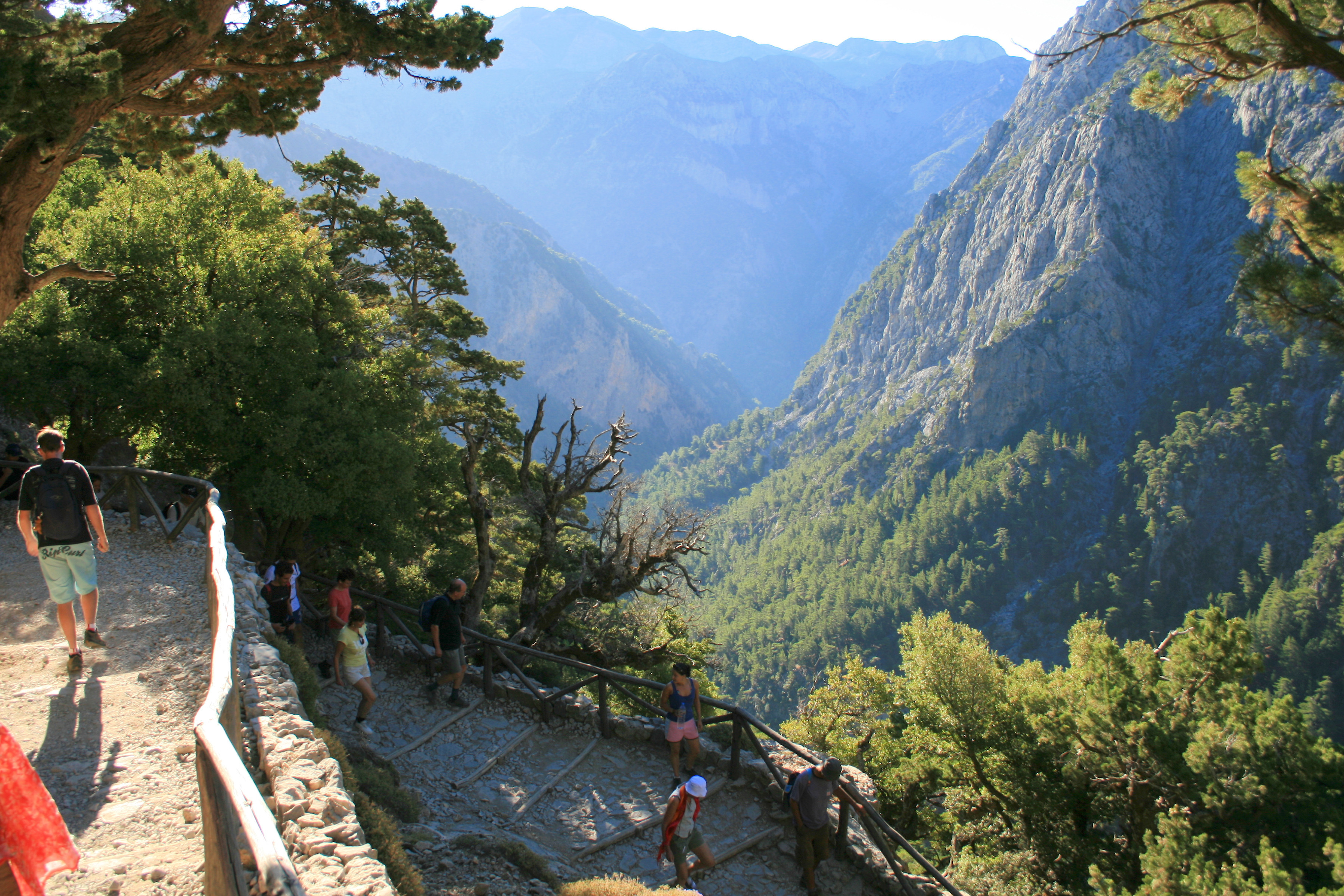
Xyloskalo
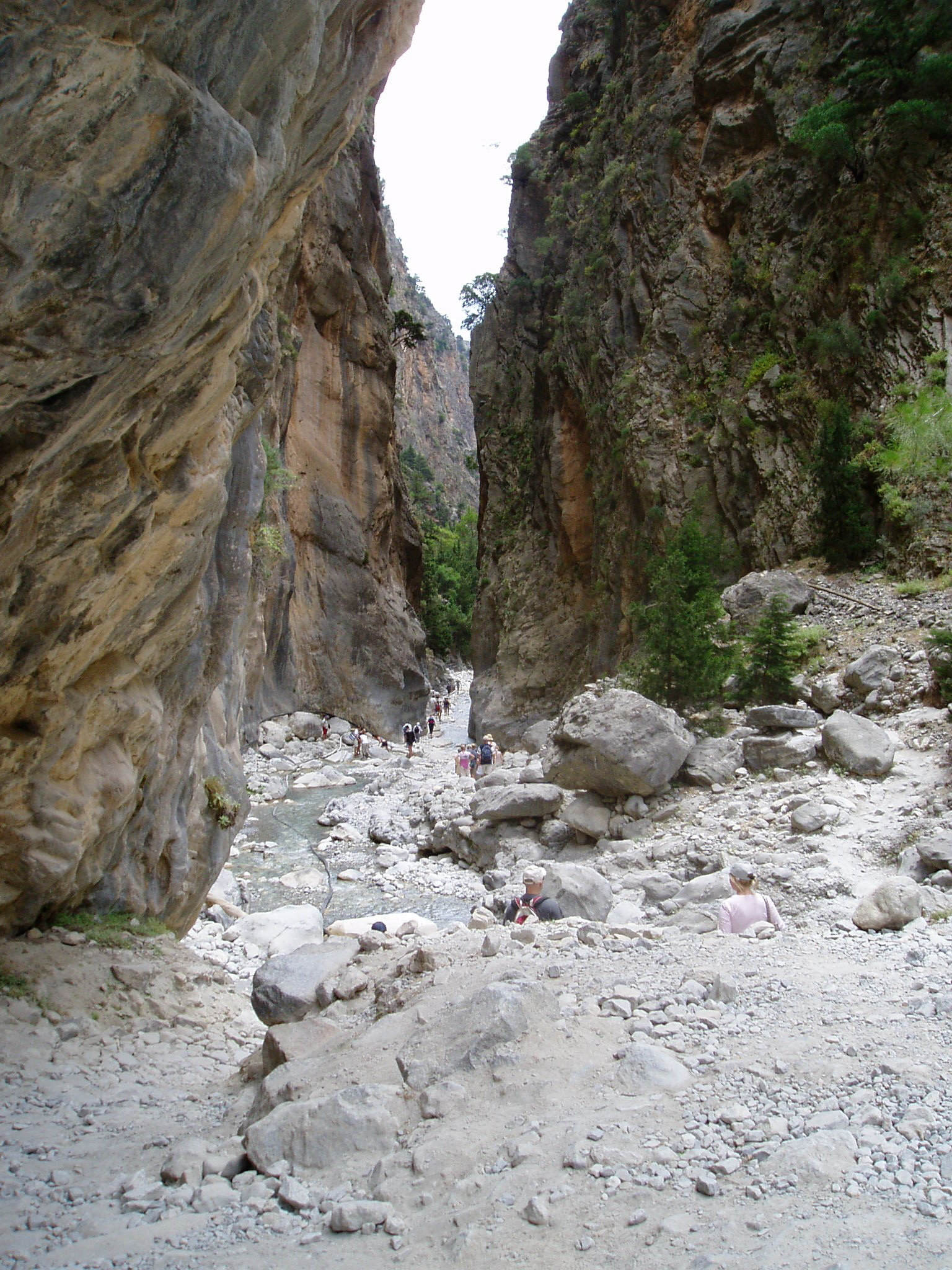
Nejužší místo soutěsky, „Železná brána“
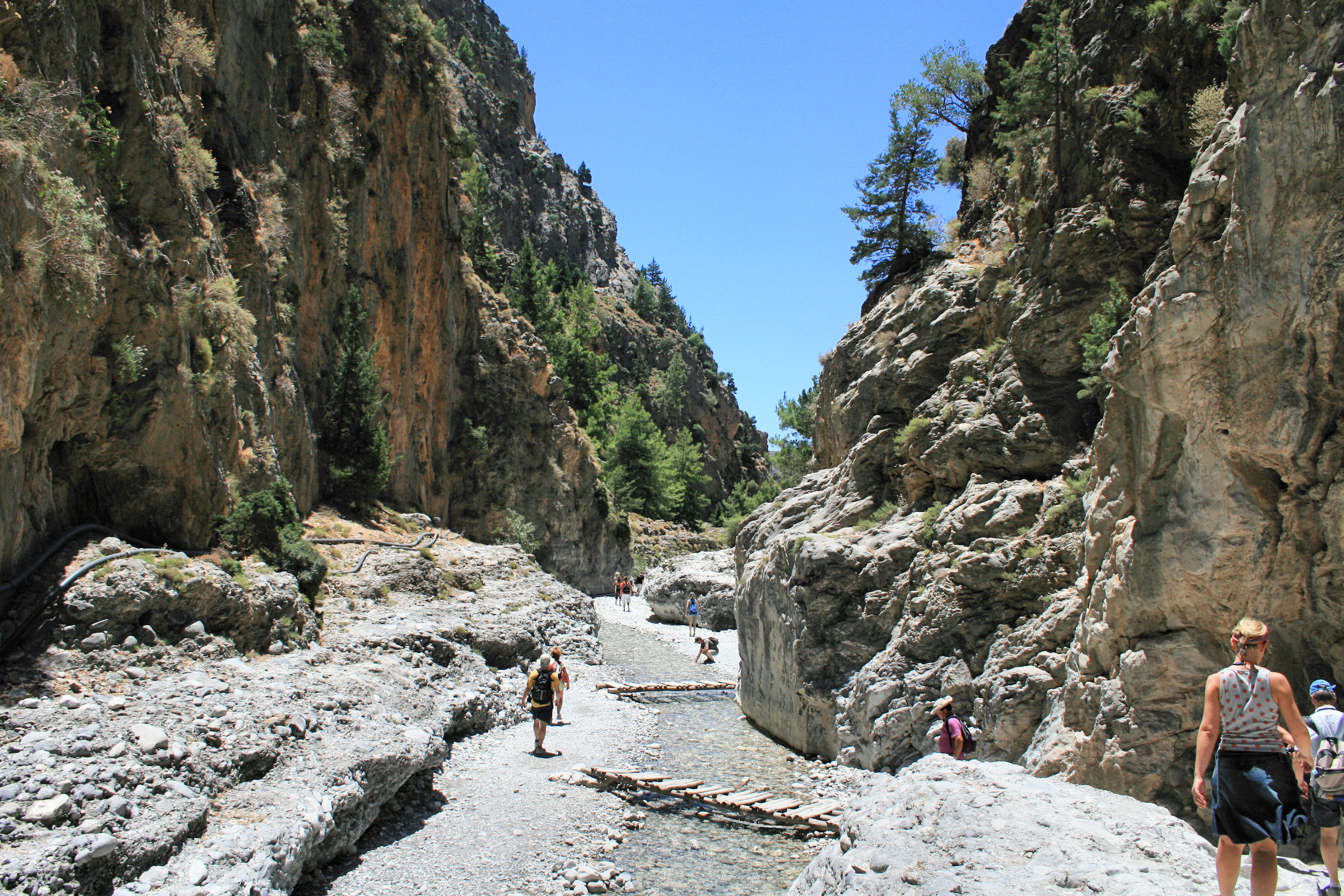
Cesta v jižní části soutěsky